# Oʻahu

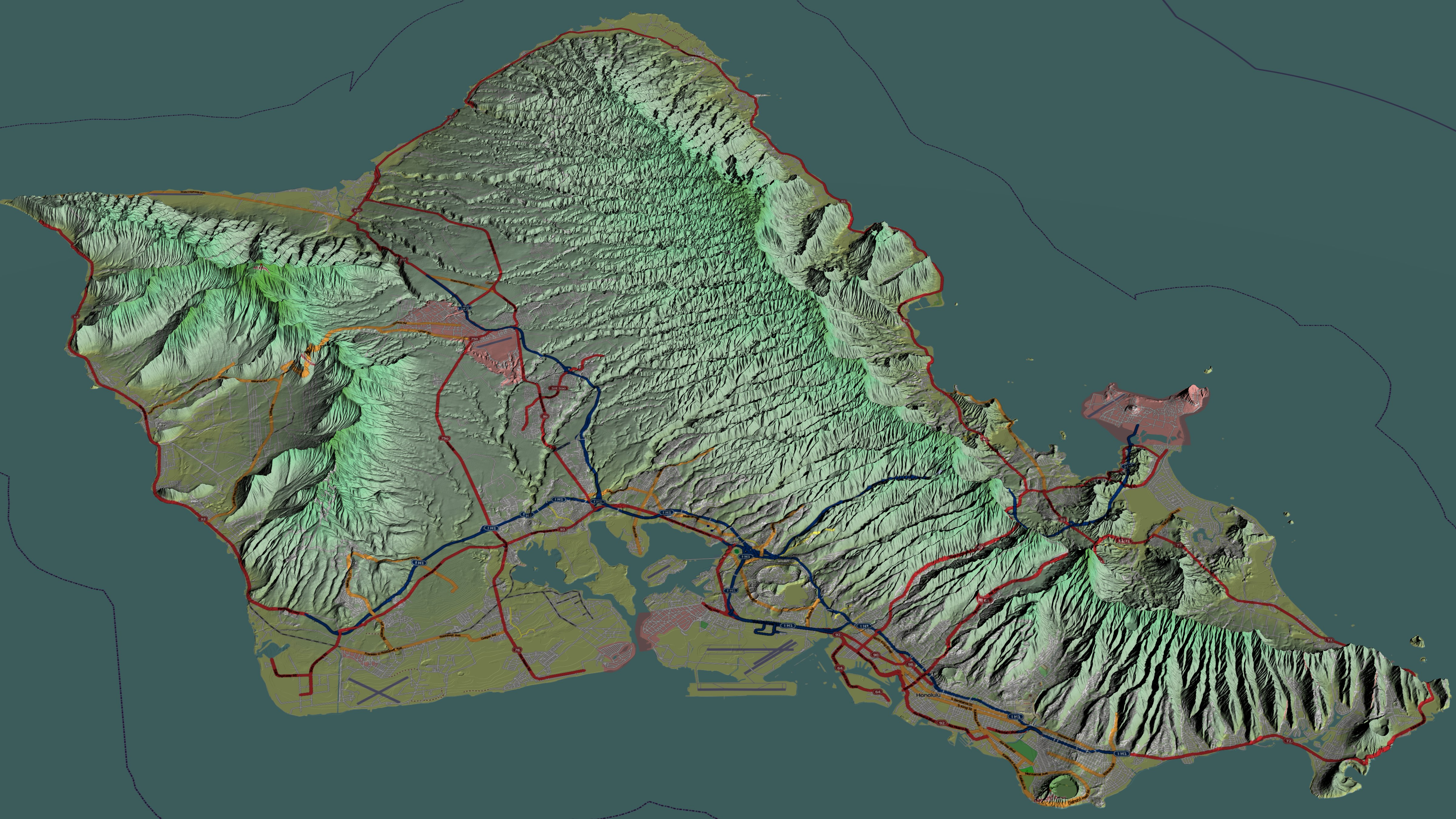
Ukształtowanie wyspy (grafika komputerowa)

Oʻahu (Oahu) – wyspa pochodzenia wulkanicznego na Oceanie Spokojnym, w archipelagu Hawajów (USA).
Jest to trzecia co do wielkości wyspa w archipelagu i najbardziej zaludniona wyspa stanu Hawaje. Jest jednocześnie dwudziestą co do powierzchni wyspą Stanów Zjednoczonych.
Na południowym wybrzeżu Oʻahu znajduje się główne miasto i jednocześnie stolica stanu – Honolulu.

## Ukształtowanie
Wyspa ma kształt nieforemnego czworoboku, którego dłuższa przekątna liczy ok. 71 km, zaś krótsza – ok. 48 km. Najbardziej na wschód wysuniętym punktem wyspy jest Mōkapu Point, na zachód – Kaena Point, na północ – Kahuku Point, na południowy zachód – Barbes Point. Brzegi są w większości strome, z wyjątkiem wymienionych niżej zatok i półwyspów słabo rozwinięte, towarzyszą im w większości rafy koralowe. Długość linii brzegowej wynosi 365 km. Najmniej rozbudowane jest wybrzeże południowo-zachodnie, między Kaena Point i Barbes Point. Wybrzeże północno-zachodnie, pomiędzy Kaena Point i Kahuku Point, równomiernie zapada się z obu krańców ku wnętrzu wyspy, tworząc zatokę Waialua. Wybrzeże północno-wschodnie, pomiędzy Kahuku Point i Makapuu Head, charakteryzuje się rozległą i dość głęboką zatoką Kaneohe mniej więcej w jego środkowej części. Jest ona częścią dawnej kaldery wulkanicznej, której większość znajduje się pod wodami oceanu. Od południa i południowego wschodu zatokę ogranicza półwysep Mokapu o rozbudowanym kształcie, u którego północno-wschodniego cypla leżą wysepki Moku Manu. Wybrzeże południowe, między Barbes Point i Makapu Head w części zachodniej, zupełnie niskiej, posiada rozległą zatokę Mamala, z której znajduje się wejście do głębokiej zatoki Pearl Harbor. W części wschodniej tego wybrzeża wyróżnia się zatoka Maunalua.
Wnętrze wyspy jest górzyste, jednak wyraźnie mniej, niż innych wysp archipelagu hawajskiego. W odróżnieniu od nich nie ma tu centralnego masywu górskiego (wulkanicznego), lecz dwa oddzielne, dobrze wykształcone pasma górskie, będące fragmentami dwóch starych tarcz wulkanicznych, rozdzielone dość równą niziną. Wzdłuż północno-wschodniego wybrzeża wyspy biegnie grzbiet Gór Koolau, długości ponad 50 km, z najwyższym szczytem Konahuanui (960 m n.p.m.). Wzdłuż południowo-zachodniego brzegu ciągnie się znacznie krótsze, liczące ok. 26 km pasmo Gór Waianae. Jego najwyższy szczyt, Ka'ala (1227 m), wznoszący się w północnej części pasma, jest jednocześnie najwyższym punktem wyspy.
W wielu miejscach wyspy, zwłaszcza u południowego końca pasma Gór Koolau, można zobaczyć dobrze zachowane kaldery małych, bocznych kraterów wulkanicznych, jak Koko Crater (w którym znajduje się ogród botaniczny - Koko Crater Botanical Garden), Hanauma Bay (częściowo zerodowany przez ocean – dziś zatoka morska, chroniona jako Hanauma Bay Nature Preserve) czy Diamond Head (ulubiony cel wycieczek, chroniony jako Diamond Head State Monument).
Pomiędzy obydwoma wymienionymi wyżej pasmami górskimi ciągnie się pas niziny, nieprzekraczającej 300 m n.p.m. Mniej więcej w połowie długości Gór Waianae przedziela ją niski dział wodny, łączący obydwa pasma górskie. Usytuowane na nim jest miasto Wahiawa. Niedługie, sięgające maksymalnie 15-20 km rzeki, spływają z niego i sąsiednich stoków obu pasm górskich w dwóch kierunkach: na północ, do zatoki Waialua (rzeki Kaukonahua, Helemano, Anahulu) lub na południe, do zatoki Pearl Harbor (Waikele wraz z Kipapu, North Halawa).

## Historia
18 stycznia 1778 roku członkowie trzeciej wyprawy Jamesa Cooka na pokładzie slupa HMS Resolution jako pierwsi Europejczycy zobaczyli wyspę Oʻahu. Okręt Cooka płynął pod eskortą HMS Discovery, którego kapitanem był Charles Clerke.
14 lutego następnego roku, po śmierci Cooka w zatoce Kealakekua, kapitan Charles Clerke przejął dowodzenie nad wyprawą i 28 lutego na pokładzie HMS Resolution wpłynął do zatoki Waimea. Brytyjczycy nazwali odkrytą wyspę Sandwich.
W roku 1845 król Kamehameha III przeniósł stolicę z Lāhainā na wyspie Maui do Honolulu leżącego na Oʻahu. Pałac ʻIolani zbudowany przez potomków rodziny królewskiej do dziś znajduje się na przedmieściach stolicy i jest jedynym pałacem królewskim znajdującym się na terytorium Stanów Zjednoczonych.
Rankiem 7 grudnia 1941 roku nastąpił japoński atak na bazę Pearl Harbor. Wymierzony był głównie w okręty Floty Pacyfiku, której zniszczenie miało zapewnić Japonii zwycięstwo w wojnie. Atak spowodował zatopienie lub uszkodzenie dwunastu okrętów amerykańskich, zniszczenie 188 samolotów oraz śmierć 2403 żołnierzy i 68 cywilów.
4 sierpnia 1961 roku w Honolulu o godzinie 19:24 urodził się Barack Obama – 44. prezydent Stanów Zjednoczonych.
15 października 2006 Oʻahu i sąsiednie wyspy nawiedziło trzęsienie ziemi, które zniszczyło linie energetyczne i uniemożliwiło nadawanie programów telewizyjnych. Wstępne komunikaty mówiły o trzęsieniu o sile 6,7 stopnia w skali Richtera.